# Usina Hidrelétrica de Miranda
A Usina Hidrelétrica Miranda  está localizada em Minas Gerais, no município de Indianópolis, às margens do rio Araguari e tem capacidade de geração de 408 MW, geradas por meio de três turbinas tipo Francis . Tem uma altura máxima de barragem de 79 metros, com queda efetiva útil para geração de energia elétrica de 66,4 m , e comprimento de 2050 m. O início de sua operação comercial foi em 30 de maio de 1998.
Seu reservatório inunda uma área de até 50,61 Km2 e tem um volume útil de 1,12 bilhões de m3.
É considerada uma usina hidrelétrica a fio d'água.